# Самаркандский институт ветеринарной медицины
Самаркандский институт ветеринарной медицины — высшее учебное заведение в Самарканде, один их крупнейших профильных вузов в Центральной Азии. На четырёх факультетах института готовят специалистов по 17 направлениям, преподают более 22 докторов наук, профессоров, более 132 кандидатов наук, доцентов; а учится более 3 тысяч студентов.

## История
Основан в 1929 году как Самаркандский сельскохозяйственный институт. За всё время существования институтом подготовлено более 40 тысяч специалистов.
8 мая 2018 года Самаркандский сельскохозяйственный институт преобразован в Самаркандский институт ветеринарной медицины.
13 ноября 2018 года был создан Нукусский филиал вуза, а 3 октября 2019 года — филиал в Ташкенте.

## Факультеты
- агрономии
- ветеринарии, зоотехнии и каракулеводства
- механизации сельского хозяйства и переработки продукции
- экономики и управления